# Chaon
Pour les articles homonymes, voir Chaon (homonymie).
Chaon [ʃɔ̃] est une commune française située dans le département de Loir-et-Cher en région Centre-Val de Loire.
Ses habitants sont appelés les Chaonnais.
Le patrimoine architectural de la commune comprend un bâtiment porté à l'inventaire des monuments historiques : le moulin de Pont-Thibault.

## Géographie

### Localisation et communes limitrophes
La commune de Chaon se trouve à l'est du département de Loir-et-Cher, dans la petite région agricole de la Grande Sologne,. À vol d'oiseau, elle se situe à 63,4 km  de Blois, préfecture du département, à 42,2 km de Romorantin-Lanthenay, sous-préfecture, et à 22,3 km de Salbris, chef-lieu du canton de la Sologne dont dépend la commune depuis 2015. La commune fait en outre partie du bassin de vie de Lamotte-Beuvron.
Les communes les plus proches sont :
Souvigny-en-Sologne (4 km), Brinon-sur-Sauldre (7,7 km)(18), Sennely (8,2 km)(45), Isdes (9,4 km)(45), Vouzon (9,6 km), Pierrefitte-sur-Sauldre (10,7 km), Lamotte-Beuvron (11 km), Clémont (11 km)(18) et Vannes-sur-Cosson (12 km) (45).
| Vouzon            | Souvigny-en-Sologne     | Isdes              |
| Lamotte-Beuvron   | Chaon                   | Cerdon             |
| Nouan-le-Fuzelier | Pierrefitte-sur-Sauldre | Brinon-sur-Sauldre |

La commune de Chaon a la particularité d'être limitrophe avec trois départements (Loir-et-Cher, Loiret et Cher) à sa pointe sud-est aux environs du lieu-dit Baudran.

### Géologie et relief
La commune de Chaon, à l'extrême est de la « Grande Sologne » présente un paysage dominé par la forêt dont la diversité des peuplements s'explique par la nature des sols essentiellement composé d'alluvions anciennes (hautes terrasses) du Pliocène et Pléistocène inférieur.
Les bois s'ouvrent par endroits en clairières, diversifiant le décor (Neuvran). Elles sont aujourd'hui dévolues aux cultures céréalières ou maraîchères grâce aux intrants.
Le relief est très peu accidenté, son altitude varie entre 112 mètres et  151 mètres.
Les étangs (étangs de la Grille, Neuf, du Riou, Marcou, de Neuvran…), présentent une grande richesse paysagère et écologique sur la commune, bien que la valeur naturelle qu'on leur reconnaît aujourd'hui, comme dans toute la Sologne, est pourtant artificielle (la création des étangs solognots remonte au Moyen Âge).
La commune est classée en zone de sismicité 1, correspondant à une sismicité très faible.

### Hydrographie

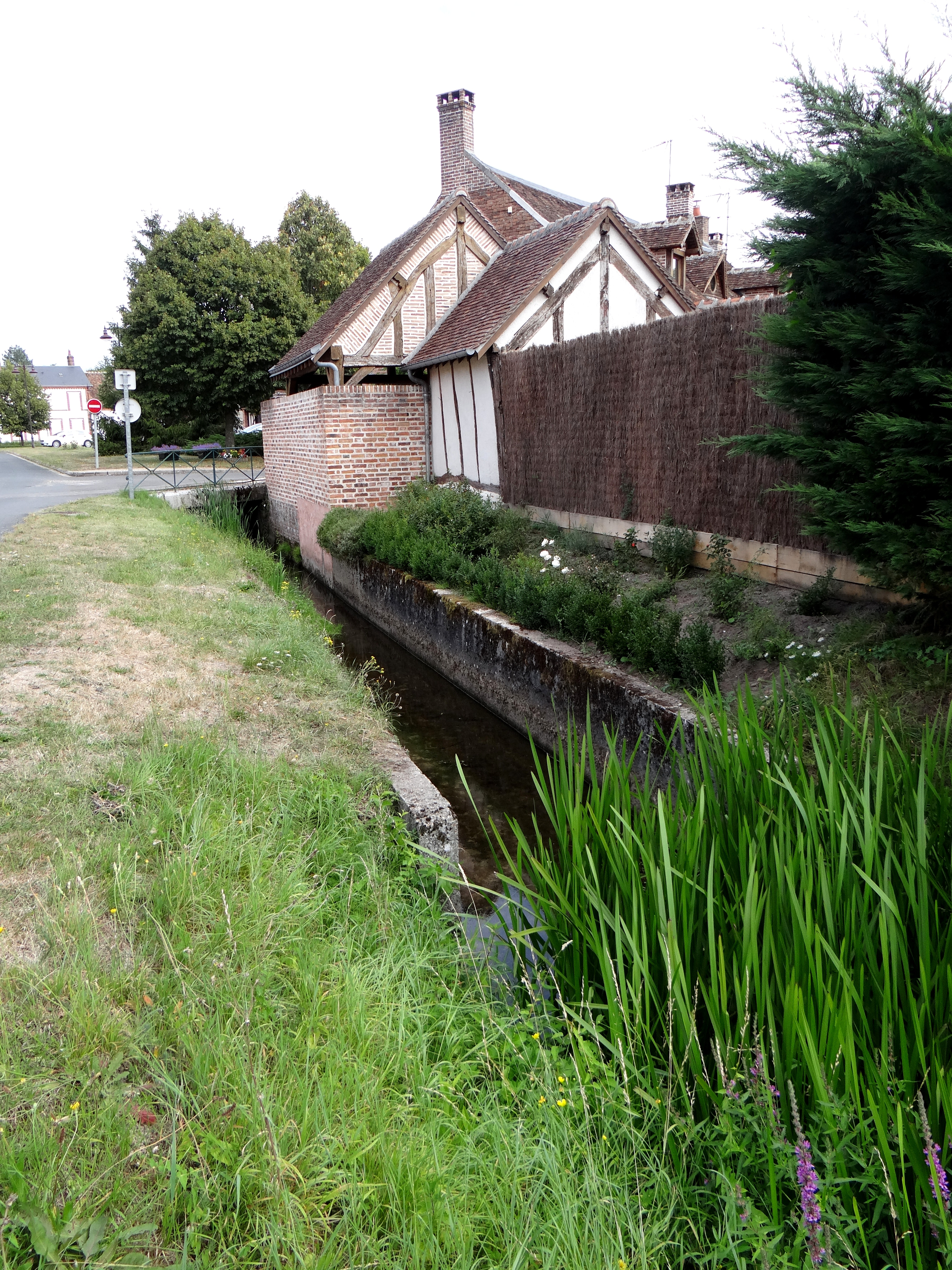
La rivière aux Loches à sa sortie sous la place de la Malnoue.

La rivière Beuvron et la rivière aux Loches sont les principaux cours d'eau qui parcourent le village.
Cette dernière prend sa source dans des étangs situés à l'est du village de Souvigny-en-Sologne, traverse le bourg sous la place de la Malnoue et se jette en amont du  bief du moulin de la Gaucherie.
Sur le territoire de la commune, on recense également :
- le ruisseau Mallard qui traverse les fermes de Mont et de Launoy[17] ;
- le ruisseau des Bézaudières, qui traverse la ferme de la Bochetière et se jette dans le Beuvron à Chéry ;
- le ruisseau du Coulloy dans la forêt de Chaon puis vers la ferme de la Varenne[18].

### Climat
Pour des articles plus généraux, voir Climat du Centre-Val de Loire et Climat de Loir-et-Cher.
En 2010, le climat de la commune est de type climat océanique dégradé des plaines du Centre et du Nord, selon une étude du CNRS s'appuyant sur une série de données couvrant la période 1971-2000. En 2020, Météo-France publie une typologie des climats de la France métropolitaine dans laquelle la commune est exposée à un climat océanique altéré et est dans la région climatique Centre et contreforts nord du Massif Central, caractérisée par un air sec en été et un bon ensoleillement.
Pour la période 1971-2000, la température annuelle moyenne est de 10,7 °C, avec une amplitude thermique annuelle de 15,8 °C. Le cumul annuel moyen de précipitations est de 743 mm, avec 11,1 jours de précipitations en janvier et 7,5 jours en juillet. Pour la période 1991-2020, la température moyenne annuelle observée sur la station météorologique de Météo-France la plus proche, sur la commune de Lamotte-Beuvron à 11 km à vol d'oiseau, est de 11,8 °C et le cumul annuel moyen de précipitations est de 768,2 mm,. Pour l'avenir, les paramètres climatiques de la commune estimés pour 2050 selon différents scénarios d'émission de gaz à effet de serre sont consultables sur un site dédié publié par Météo-France en novembre 2022.

### Milieux naturels et biodiversité

#### Sites Natura 2000
Le réseau Natura 2000 est un réseau écologique européen de sites naturels d'intérêt écologique élaboré à partir des Directives « Habitats » et « Oiseaux ». Ce réseau est constitué de Zones spéciales de conservation (ZSC) et de Zones de protection spéciale (ZPS). Dans les zones de ce réseau, les États membres s'engagent à maintenir dans un état de conservation favorable les types d'habitats et d'espèces concernés, par le biais de mesures réglementaires, administratives ou contractuelles. L'objectif est de promouvoir une gestion adaptée des habitats tout en tenant compte des exigences économiques, sociales et culturelles, ainsi que des particularités régionales et locales de chaque État membre. Les activités humaines ne sont pas interdites, dès lors que celles-ci ne remettent pas en cause significativement l'état de conservation favorable des habitats et des espèces concernés. Une partie du territoire communal est incluse dans le site Natura 2000 :
la « Sologne », d'une superficie de 346 184 ha.

#### Zones naturelles d'intérêt écologique, faunistique et floristique
L'inventaire des zones naturelles d'intérêt écologique, faunistique et floristique (ZNIEFF) a pour objectif de réaliser une couverture des zones les plus intéressantes sur le plan écologique, essentiellement dans la perspective d'améliorer la connaissance du patrimoine naturel national et de fournir aux différents décideurs un outil d'aide à la prise en compte de l'environnement dans l'aménagement du territoire. Le territoire communal de Chaon comprend une ZNIEFF :
les « Étangs de Marcou, Riou, Neuf » (36,75 ha).

## Urbanisme

### Typologie
Au 1er janvier 2024, Chaon est catégorisée commune rurale à habitat dispersé, selon la nouvelle grille communale de densité à sept niveaux définie par l'Insee en 2022.
Elle est située hors unité urbaine. Par ailleurs la commune fait partie de l'aire d'attraction d'Orléans, dont elle est une commune de la couronne,. Cette aire, qui regroupe 136 communes, est catégorisée dans les aires de 200 000 à moins de 700 000 habitants,.

### Morphologie urbaine
Il n'y a pas de document d'urbanisme pour la commune de Chaon.

### Logements
En 2013, le nombre total de logements dans la commune était de 323.
Parmi ces logements, 64,3 % étaient des résidences principales, 27,7 % des résidences secondaires et 8,1 % des logements vacants.
La part des ménages propriétaires de leur résidence principale s'élevait à 77,3 %.

### Occupation des sols
L'occupation des sols est marquée par l'importance des espaces agricoles et naturels (96,8 %). La répartition détaillée ressortant de la base de données européenne d'occupation biophysique des sols Corine Land Cover millésimée 2012 est la suivante :
- terres arables (11,6 %),
- cultures permanentes (0,6 %),
- zones agricoles hétérogènes (15,4 %),
- prairies (3,5 %),
- forêts (65,2 %),
- milieux à végétation arbustive ou herbacée (0,7 %),
- zones urbanisées (1 %),
- espaces verts artificialisés non agricoles (0,5 %),
- zones industrielles et commerciales et réseaux de communication (1,7 %),
- eaux continentales (0,5 %)[35].

Le territoire présente un caractère rural marqué et identitaire : la pierre et la brique agrémentent le bâti agricole et lui confèrent une identité architecturale forte. À l'échelle de l'unité géographique Herbault, qui regroupe huit communes, dont Landes-le-Gaulois, la consommation d'espaces agricoles et naturels entre 2002 et 2015 pour répondre aux besoins de développement a été relativement faible, 81,5 % des aménagements (logements, équipements, entreprises) ont été réalisés sur de nouveaux terrains, soit 36,2 hectares.

### Planification
La loi SRU du 13 décembre 2000 a incité fortement les communes à se regrouper au sein d'un établissement public, pour déterminer les partis d'aménagement de l'espace au sein d'un SCoT, un document essentiel d'orientation stratégique des politiques publiques à une grande échelle. La commune est dans le territoire du SCOT de Grande Sologne, prescrit en juillet 2015.
En matière de planification, la commune ne disposait pas en 2017 de document d'urbanisme opérationnel et le règlement national d'urbanisme s'appliquait donc pour la délivrance des permis de construire. Par ailleurs, à la suite de la loi ALUR (loi pour l'accès au logement et un urbanisme rénové) de mars 2014, un plan local d'urbanisme intercommunal couvrant le territoire de la Communauté de communes Cœur de Sologne a été prescrit le 3 décembre 2015.

### Habitat et logement
Le tableau ci-dessous présente la typologie des logements à Chaon en 2016 en comparaison avec celle du Loir-et-Cher et de la France entière. Une caractéristique marquante du parc de logements est ainsi une proportion de résidences secondaires et logements occasionnels (27,4 %) supérieure à celle du département (18 %) et à celle de la France entière (9,6 %). Concernant le statut d'occupation de ces logements, 78,9 % des habitants de la commune sont propriétaires de leur logement (77,3 % en 2011), contre 68,1 % pour le Loir-et-Cher et 57,6 pour la France entière.
|                                                         | Chaon | Loir-et-Cher | France entière |
| ------------------------------------------------------- | ----- | ------------ | -------------- |
| Résidences principales (en %)                           | 64,6  | 74,5         | 82,3           |
| Résidences secondaires et logements occasionnels (en %) | 27,4  | 18           | 9,6            |
| Logements vacants (en %)                                | 8,0   | 7,5          | 8,1            |

### Voies de communication et transports

#### Voies routières
On accède à Chaon :
- par la route départementale 126, venant de Pierrefitte sur Sauldre à 10,9 km au sud ou de Souvigny en Sologne à 4 km au nord ;
- par la route départementale 129, venant de Vouzon à 8,5 km au nord-ouest ;
- par la route départementale 29 venant de Lamotte-Beuvron à 11,1 km à l'ouest ou de Cerdon à 14,5 km dans le Loiret à l'est ;
- par la route départementale 77 venant de Brinon-sur-Sauldre à 7,9 km dans le Cher au sud-est.

#### Transports
La ligne de bus Lamotte-Beuvron / Vouzon / Souvigny-en-Sologne / Chaon, du réseau de bus route 41, dessert le village.
La gare la plus proche est celle de Lamotte-Beuvron (à 12 km de Chaon). Elle est desservie par les trains et autocars des réseaux TER Nouvelle-Aquitaine et TER Centre-Val de Loire.

### Risques majeurs
Le territoire communal de Chaon est vulnérable à différents aléas naturels : inondations (par débordement du Beuvron), climatiques (hiver exceptionnel ou canicule), feux de forêts, mouvements de terrains ou sismique (sismicité très faible),.

#### Risques naturels

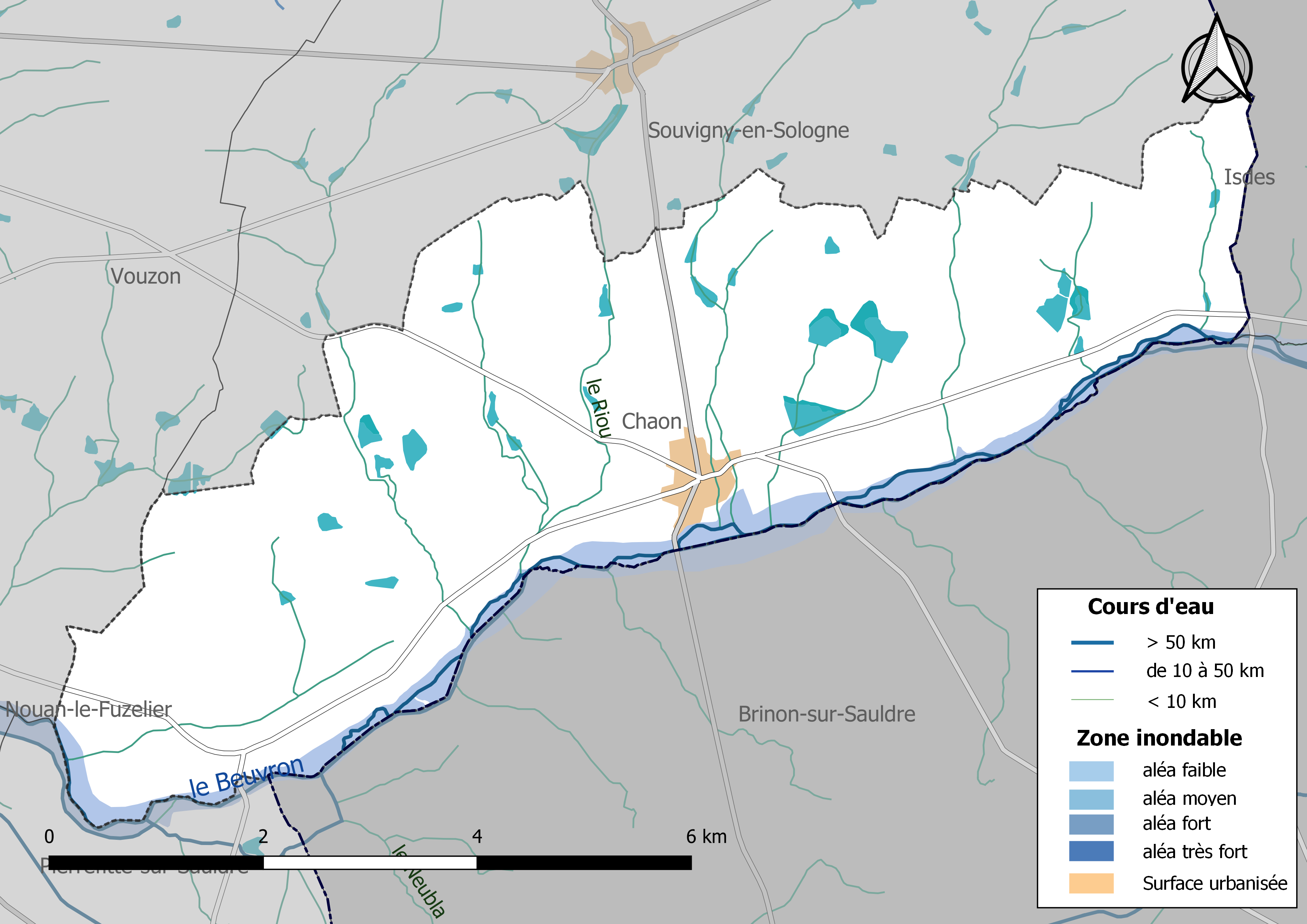
Zones inondables de la commune de Chaon.

Les mouvements de terrains susceptibles de se produire sur la commune sont liés au retrait-gonflement des argiles. Le phénomène de retrait-gonflement des argiles est la conséquence d'un changement d'humidité des sols argileux. Les argiles sont capables de fixer l'eau disponible mais aussi de la perdre en se rétractant en cas de sécheresse. Ce phénomène peut provoquer des dégâts très importants sur les constructions (fissures, déformations des ouvertures) pouvant rendre inhabitables certains locaux. La carte de zonage de cet aléa peut être consultée sur le site de l'observatoire national des risques naturels Georisques.
Un atlas des zones inondables du Beuvron est établi en décembre 2003. Les crues historiques du Beuvron sont celles de 1856, de 1910 et de 1936-1937. Le débit de la crue de référence varie ainsi entre 60 et 160 m3/s selon les sections.

## Toponymie
L'origine du nom est incertaine ; on prononce "Chon".
En l'an 1166, dans une bulle d'Adrien IV, on lit "Ecclesiam Si Petri de Chaone...". Au Moyen Âge, le mot Chaon se traduit en latin par "Chocamonum". Choca veut dire souche et Monum, semblerait être la contraction de Monachorum signifiant moines... d'où Chaon : Souche de moines !
Une dernière hypothèse pourrait-être le mot français "Chat-huant" (Kaouan en bretois), cet oiseau de nuit étant assez présent dans cette région.

## Histoire

### De l'Antiquité au Moyen Âge
En 1969, une hache à talon en bronze d'origine normande et datant de 1400 ou 1500 ans av. J.-C. fut découverte près de la rivière aux Loches. Cette découverte ne permet cependant pas de certifier la présence de population sédentaire sur le territoire de la commune durant cette période.
D'après l'abbé Sevaux, historien de la commune, Chaon fut citée pour la première fois en 1148, année où l'évêque d'Orléans Manassès Ier  de Gareaude donna la paroisse à l'abbé de Ferrières-en-Gâtinais, nommé Jean Ier.
Cette même année, l'existence de l'église est mentionnée comme dépendance du prieuré.
Pendant longtemps, l'histoire du village fut liée à celle du château de Villechauve. Son origine se situe vers la fin du XIVe siècle ou le début XVe siècle.
Vers 1458, messire Pierre de Lanfernet, vassal du duc de Sully, premier propriétaire connu, possède alors la presque totalité des terres et maisons du village.
En décembre 1477, les seigneurs de Villechauve, Martin et Jehan de Lanfernet échangent avec le curé messire Pierre Douart, un verger de la cure de Chaon.

### Du Moyen Âge à la Révolution
François de Morainville est propriétaire du château de Villechauve en 1614.
En 1723, Pierre de Berthereau, seigneur de l'époque, désire acquérir un morceau de terre appartenant à l'église, mais le peuple de Chaon s'y oppose. Cette décision fut prise le 4 septembre, à la sortie de la messe, sous la galerie du porche de l'église, lieu accoutumé des assemblées des habitants du village.
Il fut néanmoins accepté de céder la jouissance du bien moyennant, en faveur de l'église, une rente de 20 sols.
À partir de 1781, le seigneur abandonna ses droits de banalité sur le four et les dimes tombèrent en désuétude.
Outre Villechauve, Chaon possédait deux autres lieux seigneuriaux :
- La Varenne, attesté vers 1520,
- Moulin Frou, appartenant à messire de la Trémouille en 1600[48].

Sous l'Ancien Régime, Chaon faisait partie du diocèse d'Orléans.

### Époque contemporaine
Au XVIIIe siècle, Chaon possédait sept moulins à eau : Ponthibault, l'Aumone (La Gaucherie), Baudran, Chéry, Velleau, Lange et Moulin-Frou.
La Révolution arrive jusqu'à Chaon. On rapporte la mort d'un prêtre à Neuvran où il se serait réfugié.
En mars 1794 (germinal de l'an II), un dénommé Lion Régnault retire la croix du clocher de l'église et le remplace par le drapeau et le bonnet de la Liberté. Il reçoit 65 livres de la municipalité.
Plus tard, les habitants de Chaon sont confrontés aux réformes administratives et notamment à leur rattachement au canton de Chaumont-sur-Tharonne et au département de Loir-et-Cher. Très attachés jusqu'alors au Loiret et à la ville d'Orléans avec qui ils entretiennent des relations commerciales vitales, ils formuleront plusieurs requêtes aux "Citoyens administrateurs"... mais sans succès (avril 1798 ou floréal an VI).
Dans un climat d'incertitude et de peur, le châtelain de Villechauve, Jean-Jacques de Loynes d'Autroche du Marais vend sa propriété en avril 1793 au citoyen Miron, négociant à Orléans pour la somme de 171 600 livres. Ce même Miron achète également quelques biens d'Église mis en vente à la suite d'un décret de la Convention.
Au début de l'été 1795, un arbre de la Liberté est planté sur la place. Il est vandalisé, tout comme le tableau de la Liberté placé dans l'église. Un deuxième arbre est planté en août 1798. À Chaon, La Révolution est aussi l'occasion de fêtes comme celles de la « Souveraineté du peuple » le 20 mars 1798 et celle de la « Jeunesse » le 30 mars 1799.
Le Consulat et la signature du Concordat marquent la volonté d'un ordre moral plus strict et la reprise en main de la moralité par l'Église. L'abbé Dennery, de retour d'exil, porte à la connaissance des Chaonnais une ordonnance de police des plus sévères, touchant notamment la réglementation des débits de boissons par les cabaretiers et autres aubergistes.
Avec la chute de l'Empire en 1815 et le retour de la royauté, le maire de l'époque Jean Charles Soyer, doit parcourir les maisons pour y faire détruire les emblèmes de « l'usurpateur Bonaparte ».
Le 22 avril 1852, Louis-Napoléon Bonaparte, alors président de la République, honore Chaon lors de sa visite en Sologne. Puis c'est celle des Prussiens quelques années plus tard.
Cette même année, le cimetière est déplacé par mesure d'assainissement, grâce à la concession par monsieur de Moriès, ancien propriétaire de Villechauve, d'un terrain approprié. Sur son emplacement, la place publique voit le jour en 1864. C'est également à cette époque que sont reconstruits en pierre les deux ponts sur le Beuvron, l'un vers Brinon, l'autre vers Pierrefitte-sur-Sauldre.
En mai 1872, un tiers de sol d'or mérovingien de 1,3 gramme est trouvé à Chaon par un petit cultivateur nommé Courtillat en bêchant son jardin. Cette monnaie a été frappée par Ebregisèle, un contemporain de Dagobert 1er, pour l'abbaye de Saint-Denis.
Au début du XXe siècle, la commune compte encore cinq moulins en activité, une fabrique de cuviers en terre cuite à la locature des Noues et une fabrique de balais.
Entre 1908 et 1934, une gare des tramways de Sologne existe dans la commune. Son emplacement se situait approximativement dans l'angle nord de l'intersection de la rue de Souvigny -D126- et de la rue du Bon-Repos. Une passerelle ferroviaire traversait la rivière aux Loches, rue du Bon-Repos, entre le pont actuel et le cimetière.

L'ancienne gare ferroviaire
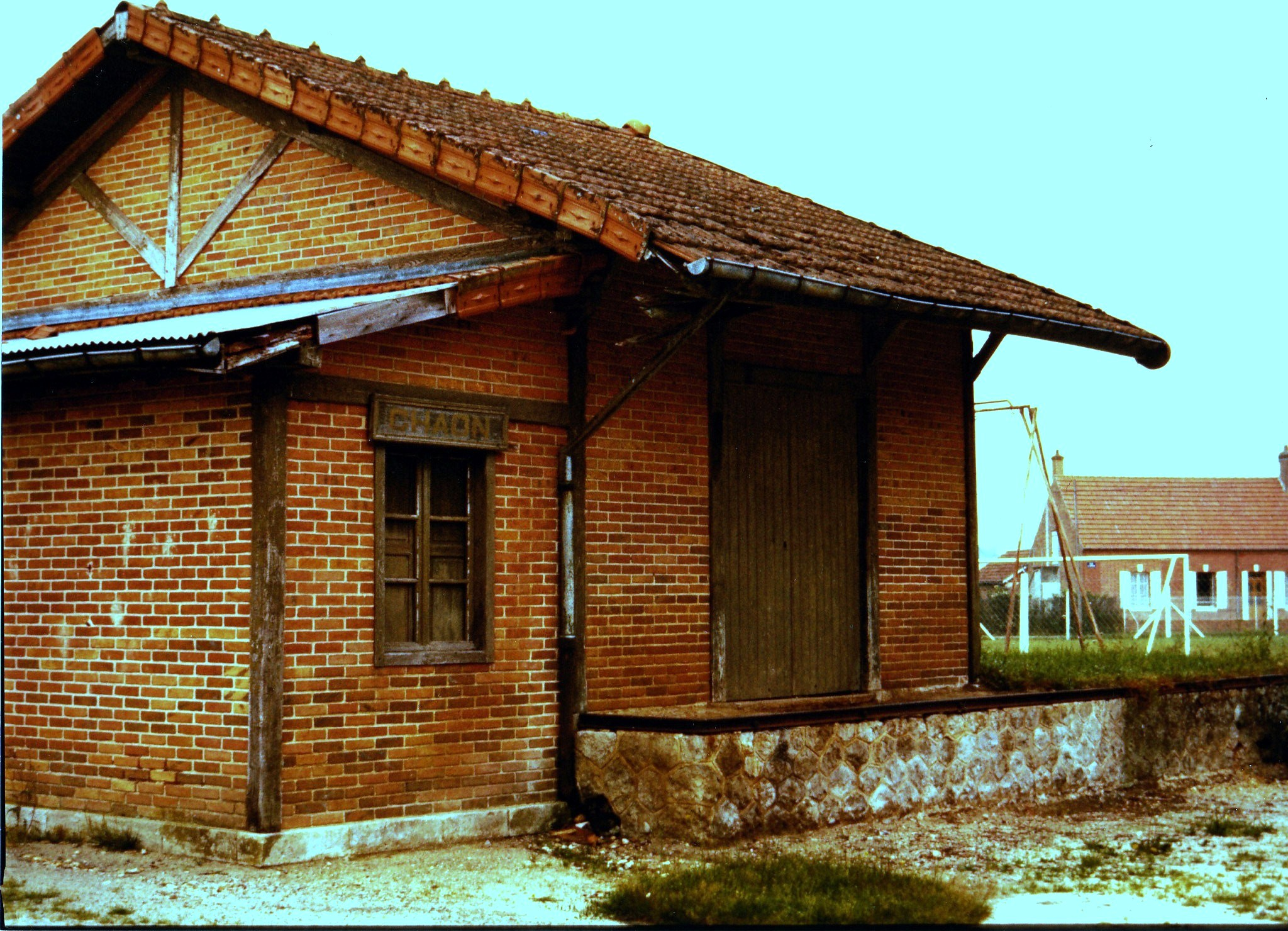
La gare vers 1970.
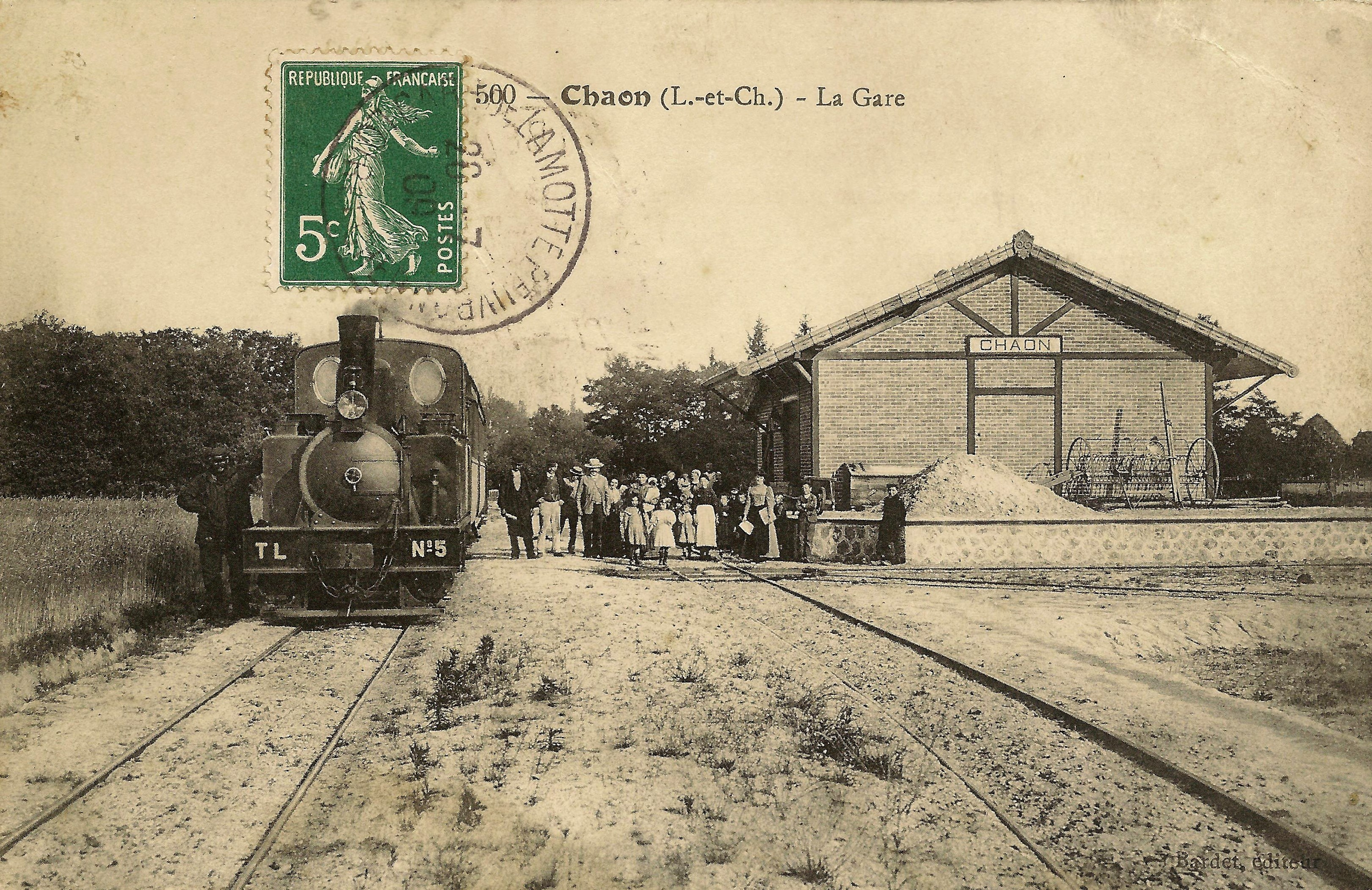
La gare vers 1909

## Politique et administration

### Élections municipales
Lors du scrutin de 2008, il y a eu 2 tour de scrutin.
Au 2e tour, le taux de participation a été de 77,31 %.
Le conseil municipal se compose du maire, de 3 adjoints au maire et de 7 conseillers.

### Découpage territorial
La commune de Chaon est membre de la Communauté de communes Cœur de Sologne, un établissement public de coopération intercommunale (EPCI) à fiscalité propre créé le 1er janvier 2006.
Elle est rattachée sur le plan administratif à l'arrondissement de Romorantin-Lanthenay, au département de Loir-et-Cher et à la région Centre-Val de Loire, en tant que circonscriptions administratives. Sur le plan électoral, elle est rattachée au canton de la Sologne depuis 2015 pour l'élection des conseillers départementaux et à la deuxième circonscription de Loir-et-Cher pour les élections législatives.

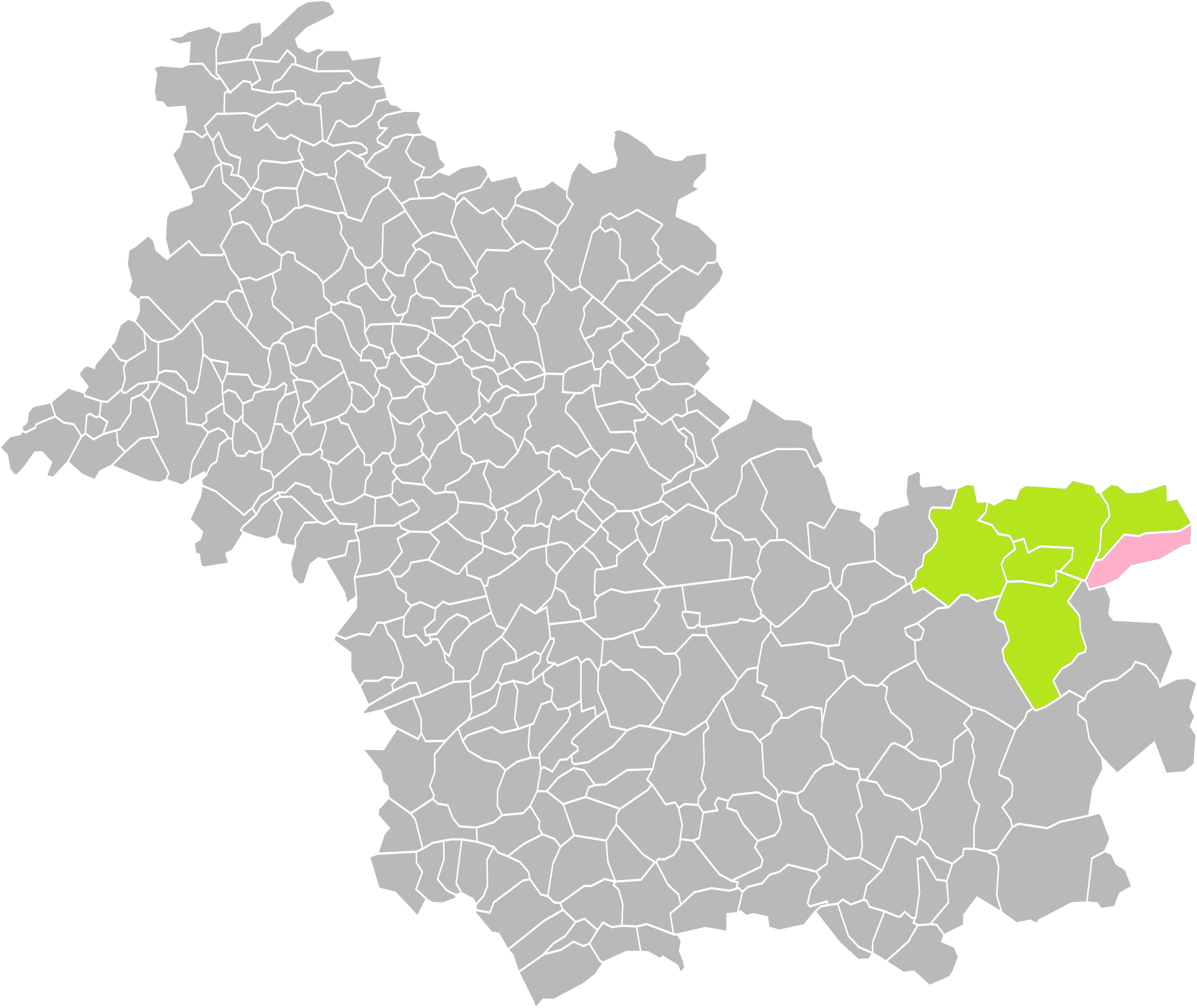
Chaon dans l'intercommunalité en 2016.
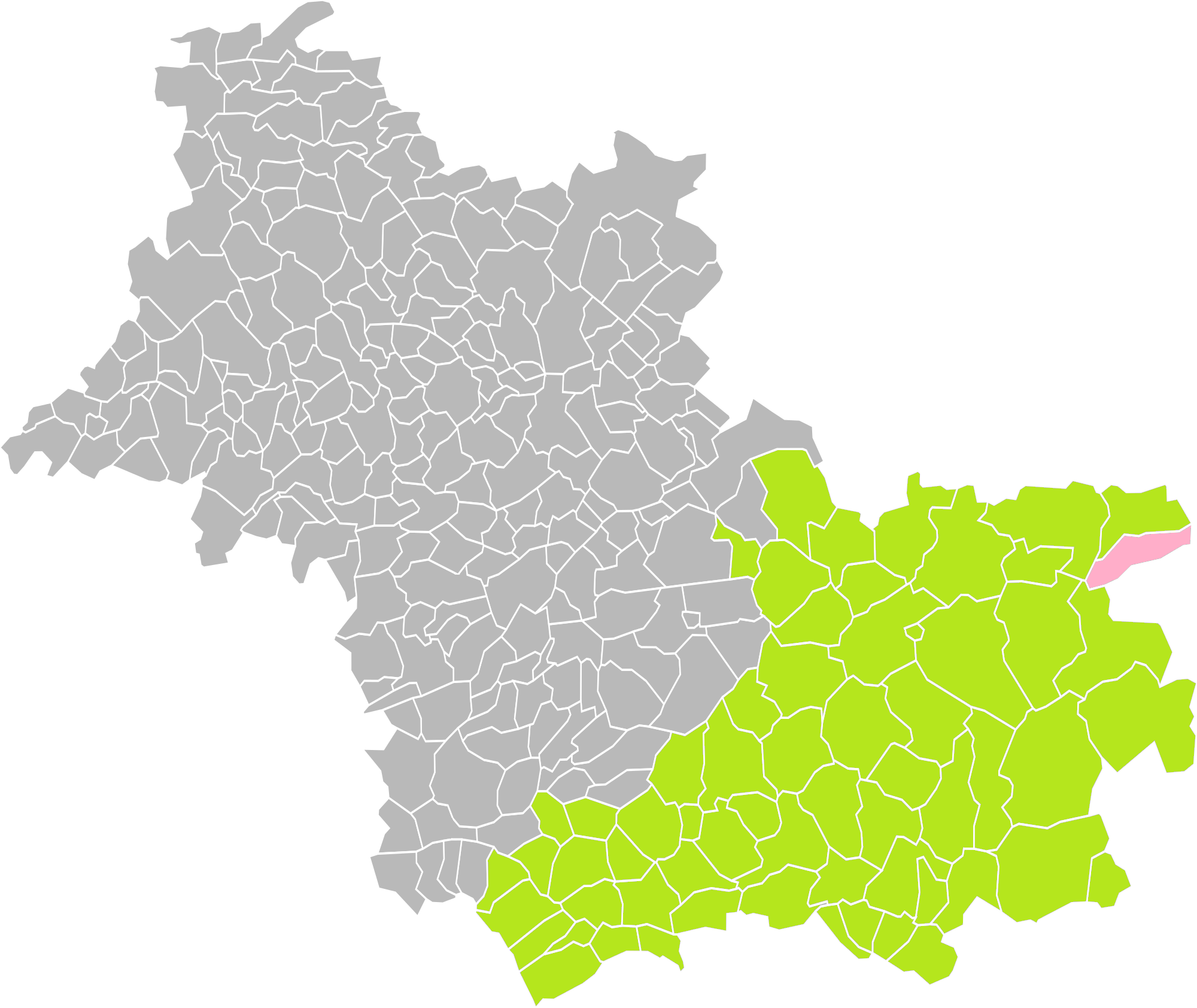
Chaon dans l'arrondissement de Romorantin-Lanthenay en 2016.
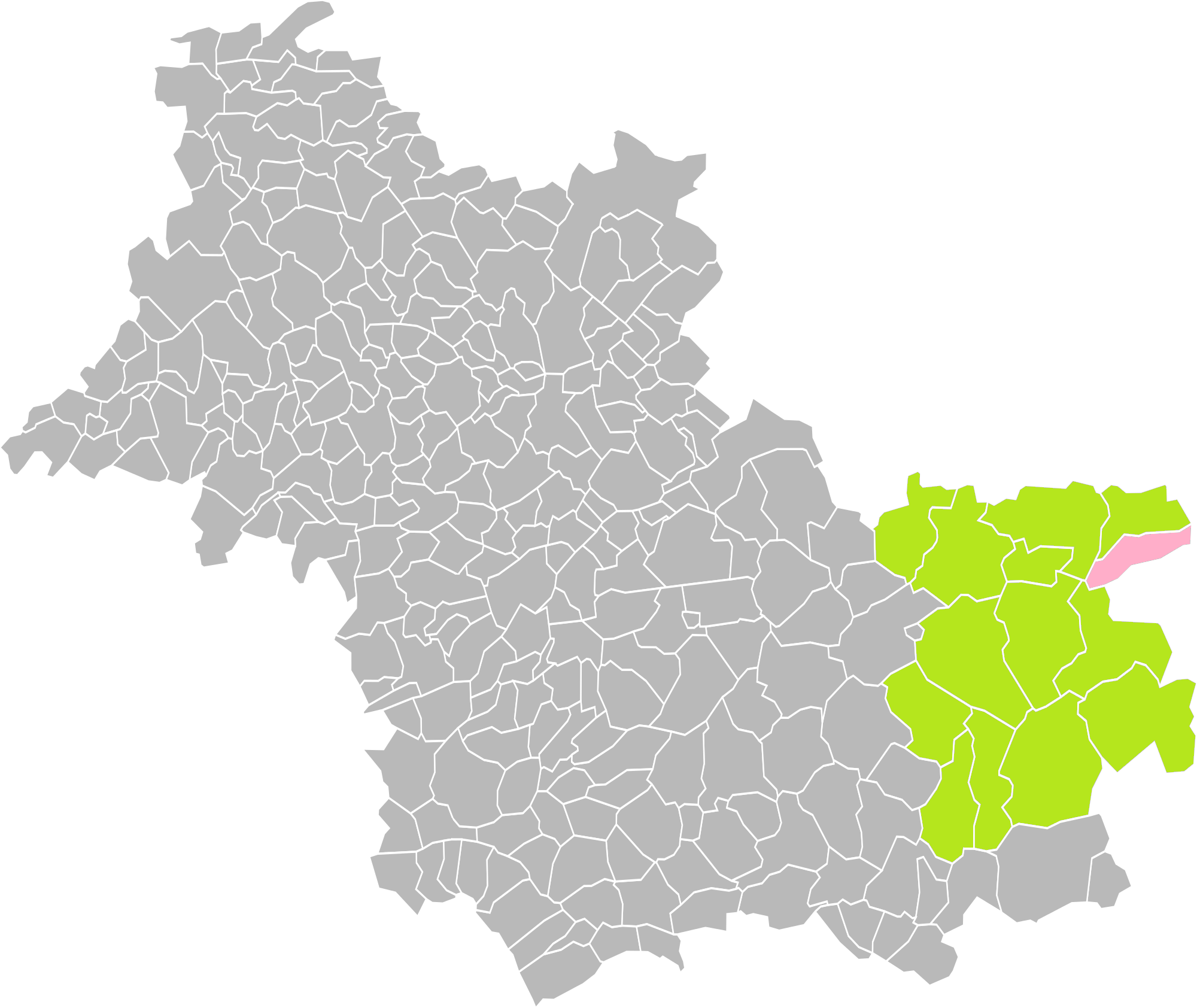
Chaon dans le canton de la Sologne en 2016.

### Politique et administration municipale

#### Conseil municipal et maire
Le conseil municipal de Chaon, commune de moins de 1 000 habitants, est élu au scrutin majoritaire plurinominal avec listes ouvertes et panachage. Compte tenu de la population communale, le nombre de sièges au conseil municipal est de 11. Le maire, à la fois agent de l'État et exécutif de la commune en tant que collectivité territoriale, est élu par le conseil municipal au scrutin secret lors de la première réunion du conseil suivant les élections municipales, pour un mandat de six ans, c'est-à-dire pour la durée du mandat du conseil.
| Période                                  | Période   | Identité         | Étiquette | Qualité             |
| ---------------------------------------- | --------- | ---------------- | --------- | ------------------- |
| Les données manquantes sont à compléter. |           |                  |           |                     |
| avant 1995                               | ?         | Pierre Gardet    | PS        |                     |
| mars 2001                                | mars 2008 | Catherine Veyret | PS        | Enseignante         |
| mars 2008                                | août 2010 | Yves Rousselet   | SE        | Enseignant          |
| septembre 2010                           | En cours  | Patrick Morin,   |           | Profession libérale |

## Population et société

### Démographie

#### Évolution démographique
L'évolution du nombre d'habitants est connue à travers les recensements de la population effectués dans la commune depuis 1793. Pour les communes de moins de 10 000 habitants, une enquête de recensement portant sur toute la population est réalisée tous les cinq ans, les populations de référence des années intermédiaires étant quant à elles estimées par interpolation ou extrapolation. Pour la commune, le premier recensement exhaustif entrant dans le cadre du nouveau dispositif a été réalisé en 2007.

En 2022, la commune comptait 440 habitants, en évolution de −4,97 % par rapport à 2016 (Loir-et-Cher : −1,15 %, France hors Mayotte : +2,11 %).
| 1793 | 1800 | 1806 | 1821 | 1831 | 1836 | 1841 | 1846 | 1851 |
| ---- | ---- | ---- | ---- | ---- | ---- | ---- | ---- | ---- |
| 445  | 430  | 417  | 471  | 503  | 482  | 495  | 526  | 533  |

| 1856 | 1861 | 1866 | 1872 | 1876 | 1881 | 1886 | 1891 | 1896 |
| ---- | ---- | ---- | ---- | ---- | ---- | ---- | ---- | ---- |
| 529  | 535  | 599  | 600  | 612  | 652  | 666  | 697  | 732  |

| 1901 | 1906 | 1911 | 1921 | 1926 | 1931 | 1936 | 1946 | 1954 |
| ---- | ---- | ---- | ---- | ---- | ---- | ---- | ---- | ---- |
| 707  | 717  | 721  | 654  | 588  | 604  | 490  | 539  | 484  |

| 1962 | 1968 | 1975 | 1982 | 1990 | 1999 | 2006 | 2007 | 2012 |
| ---- | ---- | ---- | ---- | ---- | ---- | ---- | ---- | ---- |
| 370  | 310  | 304  | 336  | 372  | 375  | 428  | 436  | 467  |

| 2017 | 2022 | - | - | - | - | - | - | - |
| ---- | ---- | - | - | - | - | - | - | - |
| 459  | 440  | - | - | - | - | - | - | - |

#### Pyramide des âges
La population de la commune est relativement âgée.
En 2018, le taux de personnes d'un âge inférieur à 30 ans s'élève à 26,4 %, soit en dessous de la moyenne départementale (31,3 %). À l'inverse, le taux de personnes d'âge supérieur à 60 ans est de 33,1 % la même année, alors qu'il est de 31,6 % au niveau départemental.
En 2018, la commune comptait 225 hommes pour 230 femmes, soit un taux de 50,55 % de femmes, légèrement inférieur au taux départemental (51,45 %).
Les pyramides des âges de la commune et du département s'établissent comme suit.
| Hommes | Classe d’âge | Femmes |
| ------ | ------------ | ------ |
| 0,0    | 90 ou +      | 0,4    |
| 6,7    | 75-89 ans    | 10,4   |
| 26,1   | 60-74 ans    | 22,5   |
| 22,1   | 45-59 ans    | 24,6   |
| 16,3   | 30-44 ans    | 18,0   |
| 7,9    | 15-29 ans    | 7,7    |
| 21,0   | 0-14 ans     | 16,2   |

| Hommes | Classe d’âge | Femmes |
| ------ | ------------ | ------ |
| 1,1    | 90 ou +      | 2,6    |
| 9,2    | 75-89 ans    | 11,9   |
| 19,7   | 60-74 ans    | 20,4   |
| 20,7   | 45-59 ans    | 20     |
| 16,5   | 30-44 ans    | 16,2   |
| 15,2   | 15-29 ans    | 13,2   |
| 17,6   | 0-14 ans     | 15,7   |

### Enseignement
Chaon est située dans l'académie d'Orléans-Tours. La commune dispose d'une école primaire publique.

### Lieux de cultes
La commune de Chaon fait partie du groupement inter-paroissiale catholique de Lamotte-Beuvron, au sein du doyenné de Sologne du diocèse de Blois. Elle dispose de l'église Saint-Pierre.

## Économie

### Secteurs d'activité
Le tableau ci-dessous détaille le nombre d'entreprises implantées à Chaon selon leur secteur d'activité et le nombre de leurs salariés :
|                                                              | total | % com (% dep) | 0 salarié | 1 à 9 salarié(s) | 10 à 19 salariés | 20 à 49 salariés | 50 salariés ou plus |
| ------------------------------------------------------------ | ----- | ------------- | --------- | ---------------- | ---------------- | ---------------- | ------------------- |
| Ensemble                                                     | 49    | 100,0 (100)   | 37        | 11               | 1                | 0                | 0                   |
| Agriculture, sylviculture et pêche                           | 9     | 18,4 (11,8)   | 6         | 3                | 0                | 0                | 0                   |
| Industrie                                                    | 6     | 12,2 (6,5)    | 6         | 0                | 0                | 0                | 0                   |
| Construction                                                 | 7     | 14,3 (10,3)   | 3         | 3                | 1                | 0                | 0                   |
| Commerce, transports, services divers                        | 23    | 46,9 (57,9)   | 20        | 3                | 0                | 0                | 0                   |
| dont commerce et réparation automobile                       | 6     | 12,2 (17,5)   | 4         | 2                | 0                | 0                | 0                   |
| Administration publique, enseignement, santé, action sociale | 4     | 8,2 (13,5)    | 2         | 2                | 0                | 0                | 0                   |
| Champ : ensemble des activités.                              |       |               |           |                  |                  |                  |                     |

Le secteur du commerce, transports et services divers est prépondérant sur la commune (23 entreprises sur 49) néanmoins le secteur agricole reste important puisqu'en proportions (18,4 %), il est plus important qu'au niveau départemental (11,8 %).
Sur les 49 entreprises implantées à Chaon en 2016, 37 ne font appel à aucun salarié, 11 comptent 1 à 9 salariés et 1 emploie entre 10 et 19 personnes
Au 1er juillet 2017, la commune est classée en zone de revitalisation rurale (ZRR), un dispositif visant à aider le développement des territoires ruraux principalement à travers des mesures fiscales et sociales. Des mesures spécifiques en faveur du développement économique s'y appliquent également.

### Revenus de la population et fiscalité
Le nombre de ménages fiscaux en 2013 était de 204 et la  médiane du revenu disponible par unité de consommation  de 20 510 €.

### Emploi
En 2013, le nombre total d'emploi au lieu de travail était de 88.
Entre 2008 et 2013, la variation de l'emploi total (taux annuel moyen) a été de + 2%. En 2013, le taux d'activité de la population âgée de 15 à 64 ans s'élevait à 81,9 % contre un taux de chômage de 11,3 %.

### Entreprises et commerces
En 2015, le nombre d'établissements actifs était de quarante-neuf dont neuf dans l'agriculture-sylviculture-pêche, six dans l'industrie, sept dans la construction, vingt-trois dans le commerce-transports-services divers et quatre étaient relatifs au secteur administratif.
Cette même année, six entreprises ont été créées dont cinq par des Auto-entrepreneurs.

### Agriculture
En 2010, l'orientation technico-économique de l'agriculture sur la commune est la culture de céréales et d'oléoprotéagineux (COP). Le département a perdu près d'un quart de ses exploitations en 10 ans, entre 2000 et 2010 (c'est le département de la région Centre-Val de Loire qui en compte le moins). Cette tendance se retrouve également au niveau de la commune où le nombre d'exploitations est passé de 17 en 1988 à 7 en 2000 puis à 7 en 2010. Parallèlement, la taille de ces exploitations augmente, passant de 65 ha en 1988 à 150 ha en 2010.
Le tableau ci-dessous présente les principales caractéristiques des exploitations agricoles de Chaon, observées sur une période de 22 ans :
|                                      | 1988                 | 2000                 | 2010                 |
| Dimension économique                 | Dimension économique | Dimension économique | Dimension économique |
| ------------------------------------ | -------------------- | -------------------- | -------------------- |
| Nombre d'exploitations (u)           | 17                   | 7                    | 7                    |
| Travail (UTA)                        | 20                   | 11                   | 9                    |
| Surface agricole utilisée (ha)       | 1 106                | 1 014                | 1 050                |
| Cultures                             |                      |                      |                      |
| Terres labourables (ha)              | 887                  | 938                  | 867                  |
| Céréales (ha)                        | 699                  | 514                  | 506                  |
| dont blé tendre (ha)                 | 44                   | 137                  | 171                  |
| dont maïs-grain et maïs-semence (ha) | 285                  | 126                  | 136                  |
| Tournesol (ha)                       | 56                   |                      | s                    |
| Colza et navette (ha)                | 34                   | s                    | s                    |
| Élevage                              |                      |                      |                      |
| Cheptel (UGBTA)                      | 258                  | 425                  | 336                  |

#### Produits labellisés
Le territoire de la commune est intégré aux aires de productions de divers produits bénéficiant d'une indication géographique protégée (IGP) : le vin Val-de-loire, les volailles de l’Orléanais et les volailles du Berry,.

## Culture locale et patrimoine

### Lieux et monuments

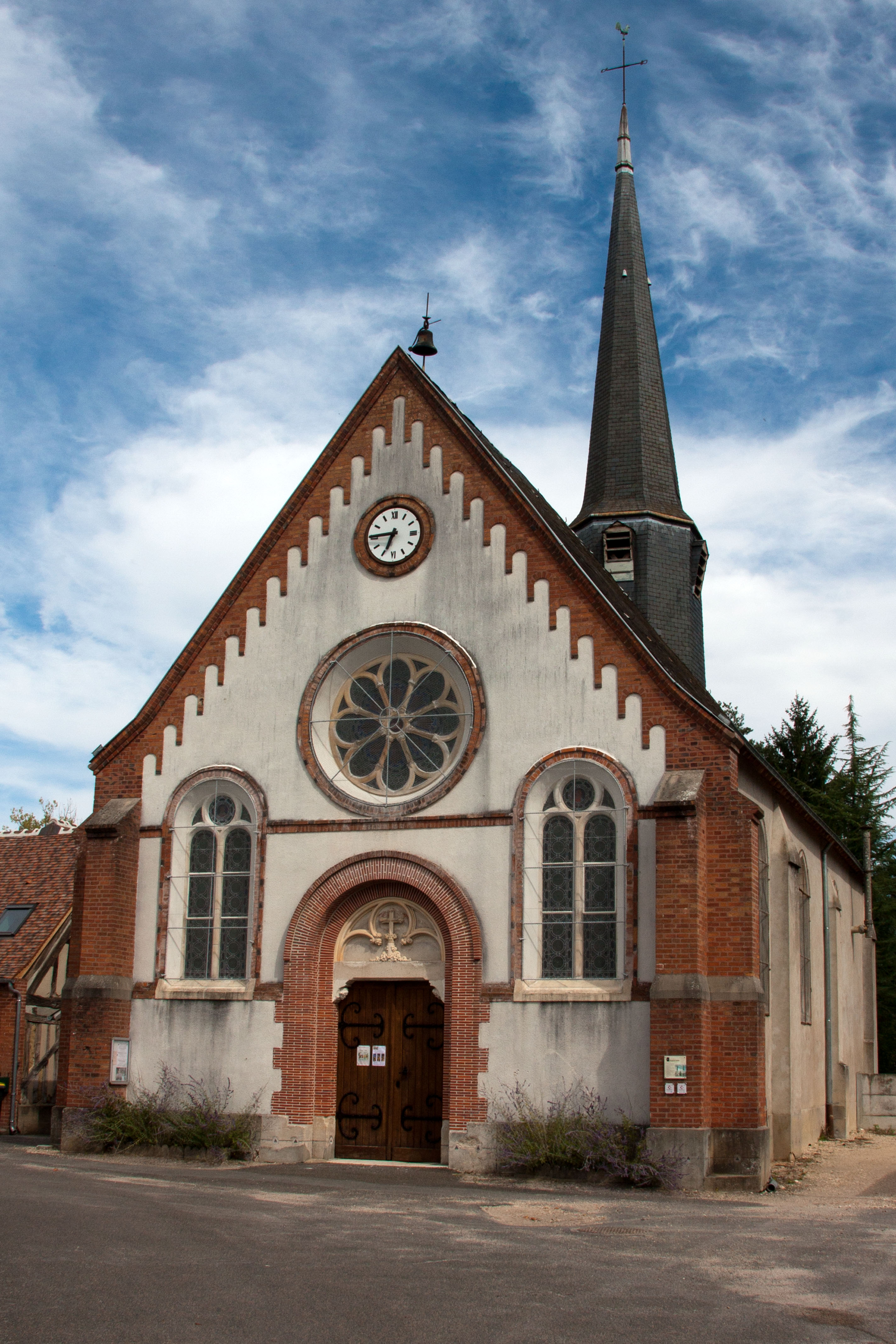
L'église de Chaon.

- La maison du braconnage[85] : maison à thème pour comprendre d'une façon ludique la tradition de chasse clandestine en Sologne.
- L'église Saint-Pierre fut construite à partir milieu du XIIe siècle.
- La fontaine Saint-Pierre. Nommée au début Saint-Lienne, elle est citée en 1148. C'est la première et seule fontaine publique jusqu'à la Révolution. On raconte qu'elle héberge le "Père tire-bres" dont les enfants doivent se méfier[86].
- Le moulin de la Gaucherie.
- Le moulin de Pont-Thibault : Monument historique protégé de la 1re moitié du XVIIIe siècle.

## Galerie de photographies

Place de l'église et de la mairie.
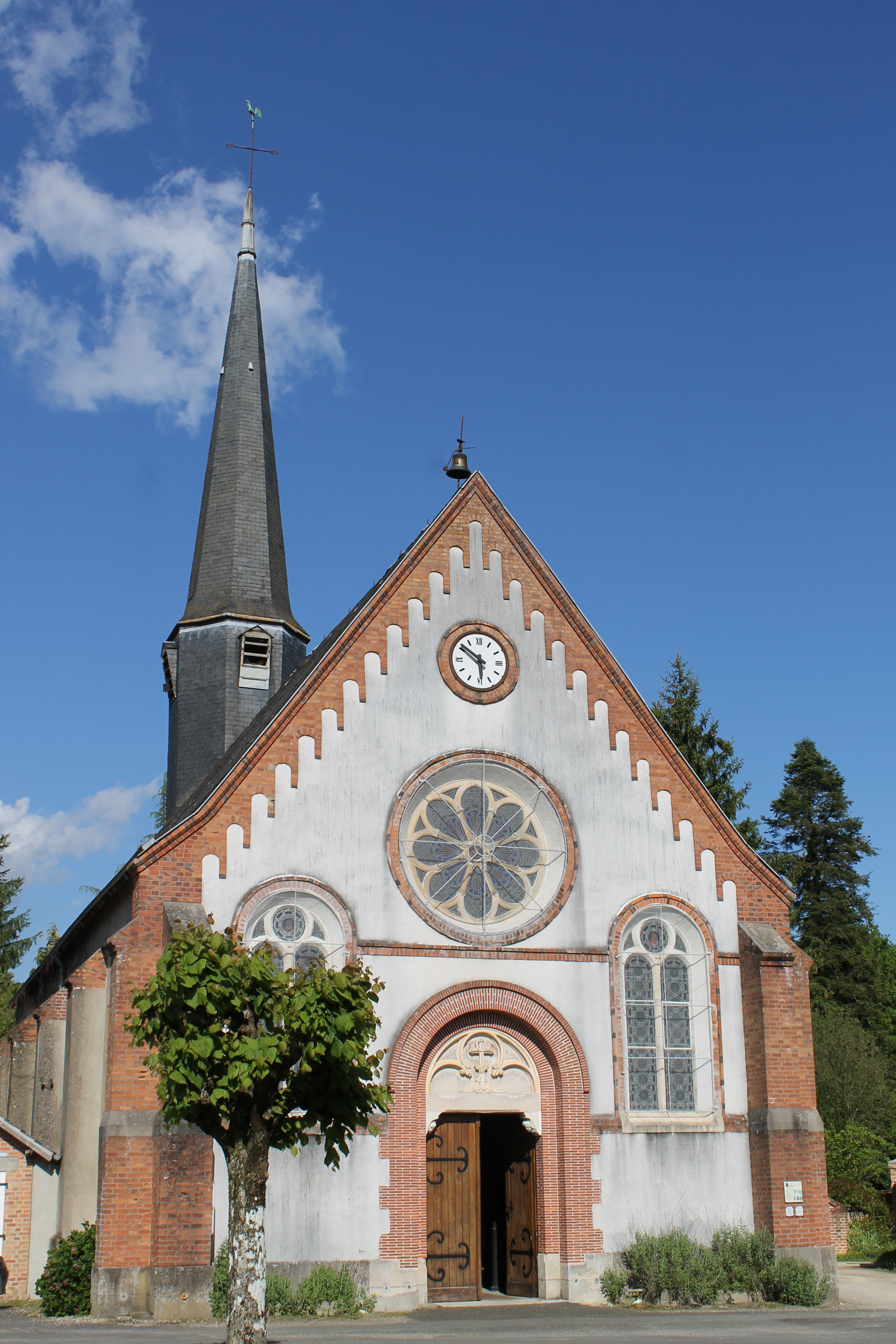
L'église Saint-Pierre.
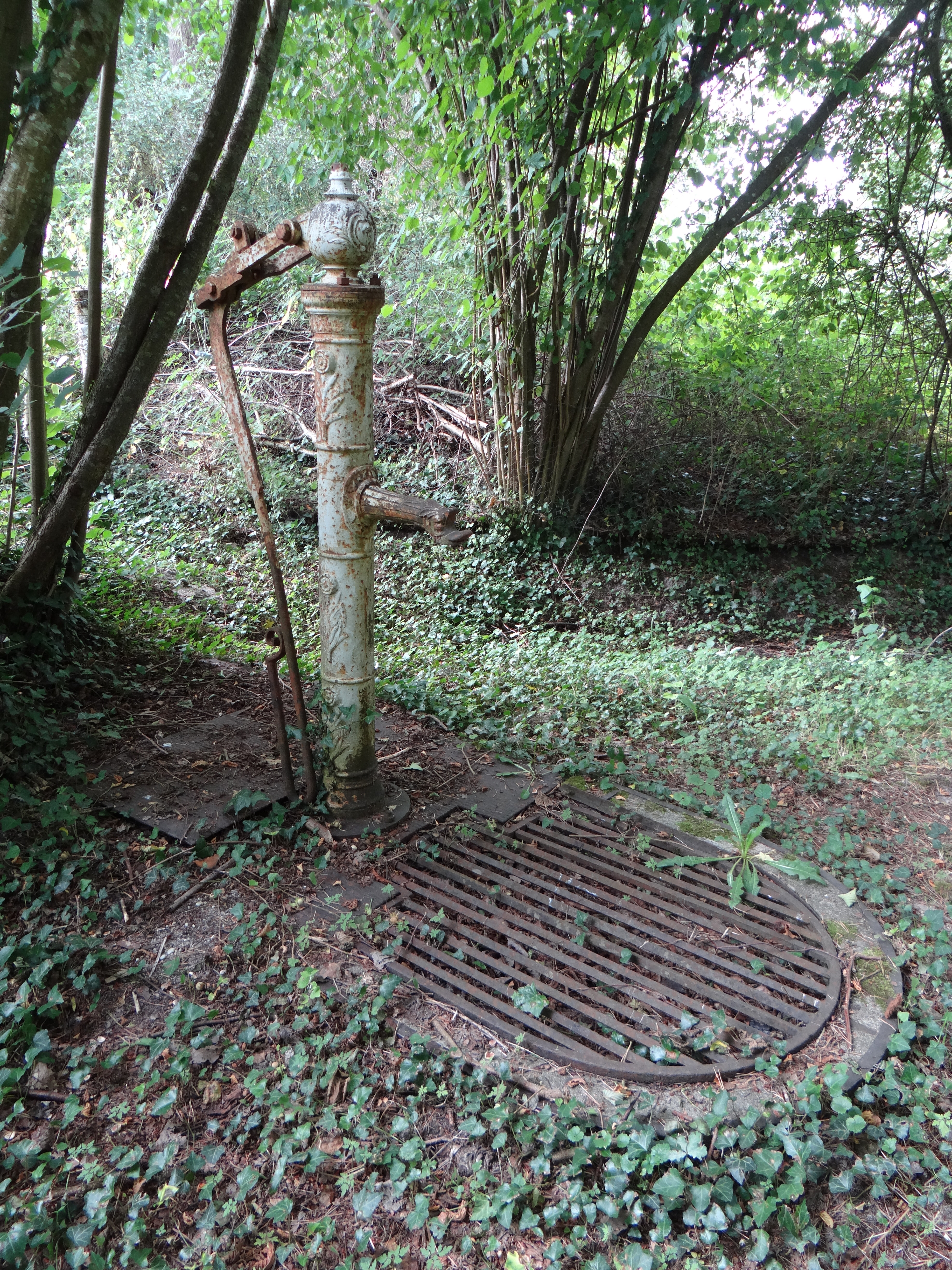
La fontaine Saint-Pierre
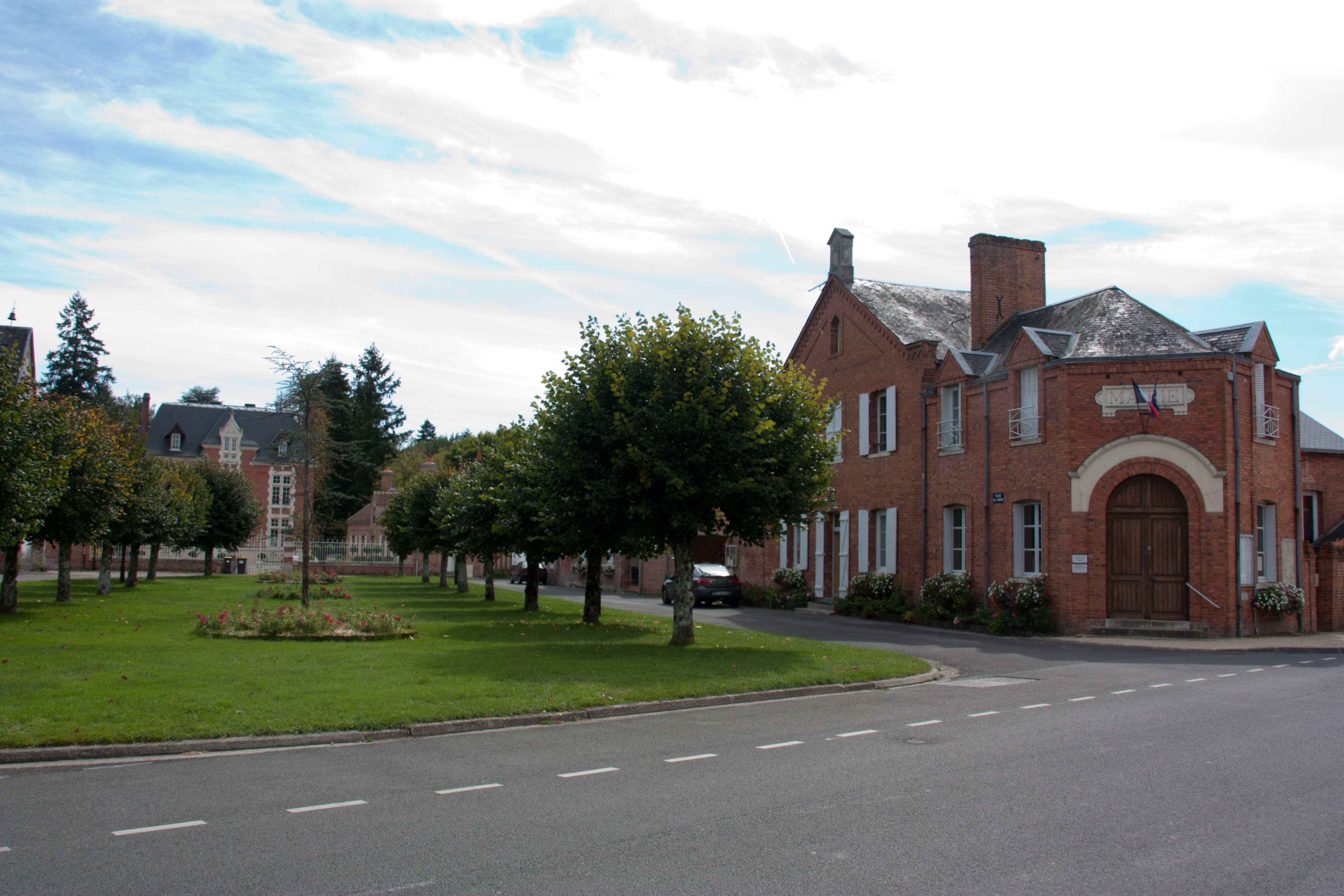
Place de l'église et de la mairie.